# Lancaster, Pennsylvania
Lancaster (germana din Pennsylvania, Lengeschder) este un oraș (care se găsește în partea central sudică a statului) și sediul comitatului Lancaster, respectiv unul din cele mai vechi orașe ne-costale ale Noii Anglia, alături de Springfield, Massachusetts, Petersburg, Virginia, Schenectady, New York și alte localități. Având o populație de 59.322, orașul este al optulea ca mărime din orașele statului Pennsylvania.
Zona metropolitană Lancaster are o populație de 507.766, făcând din aceasta cea dea 101-a agloremare urbană din Uniune și cea de-a doua din regiunea cunoscută sub numele South Central Pennsylvania.
Cel de-al 15-lea președinte american, James Buchanan, respectiv legislatorul și aboliționistul Thaddeus Stevens sunt originari din Lancaster.

## Cartiere

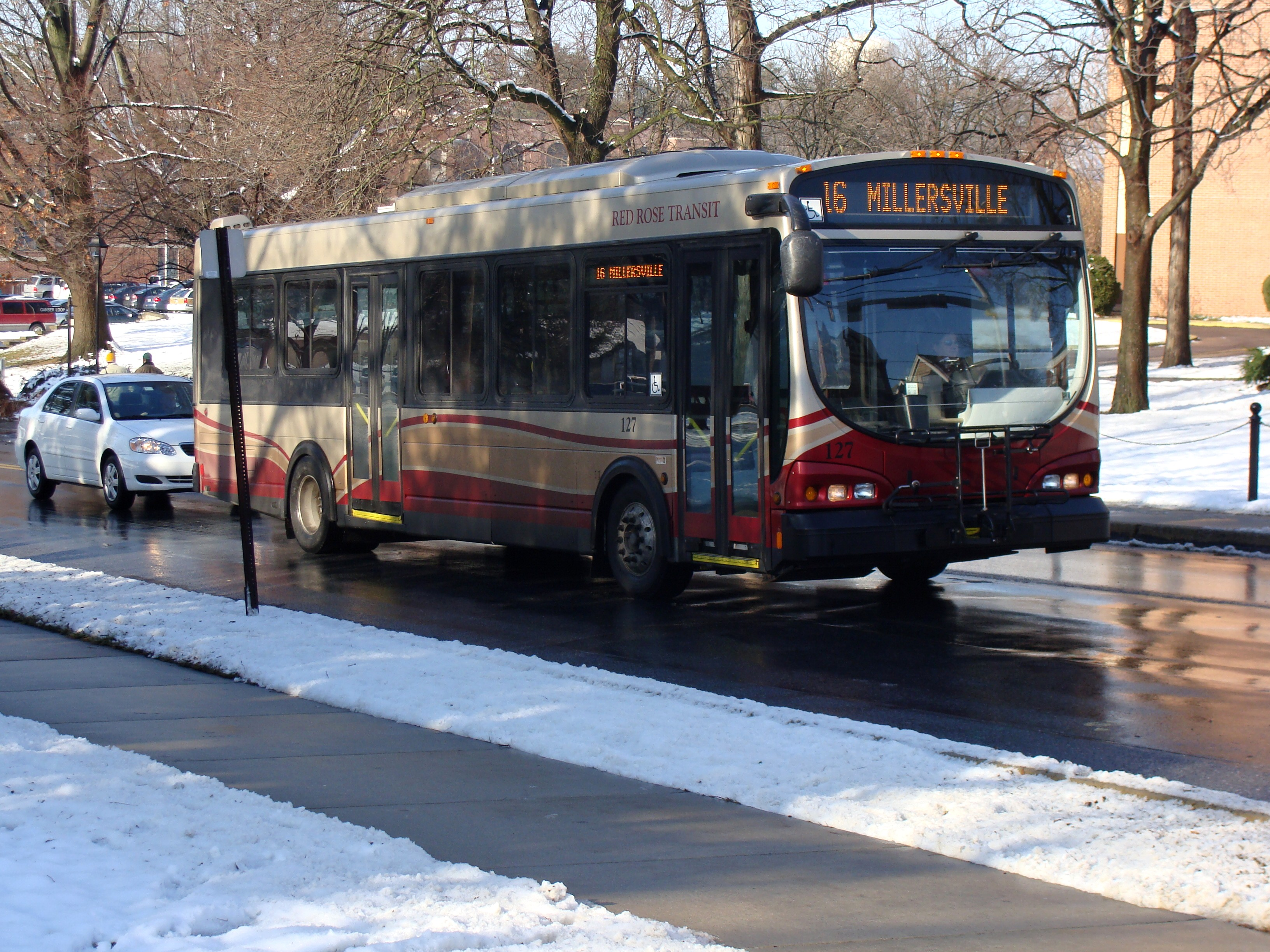

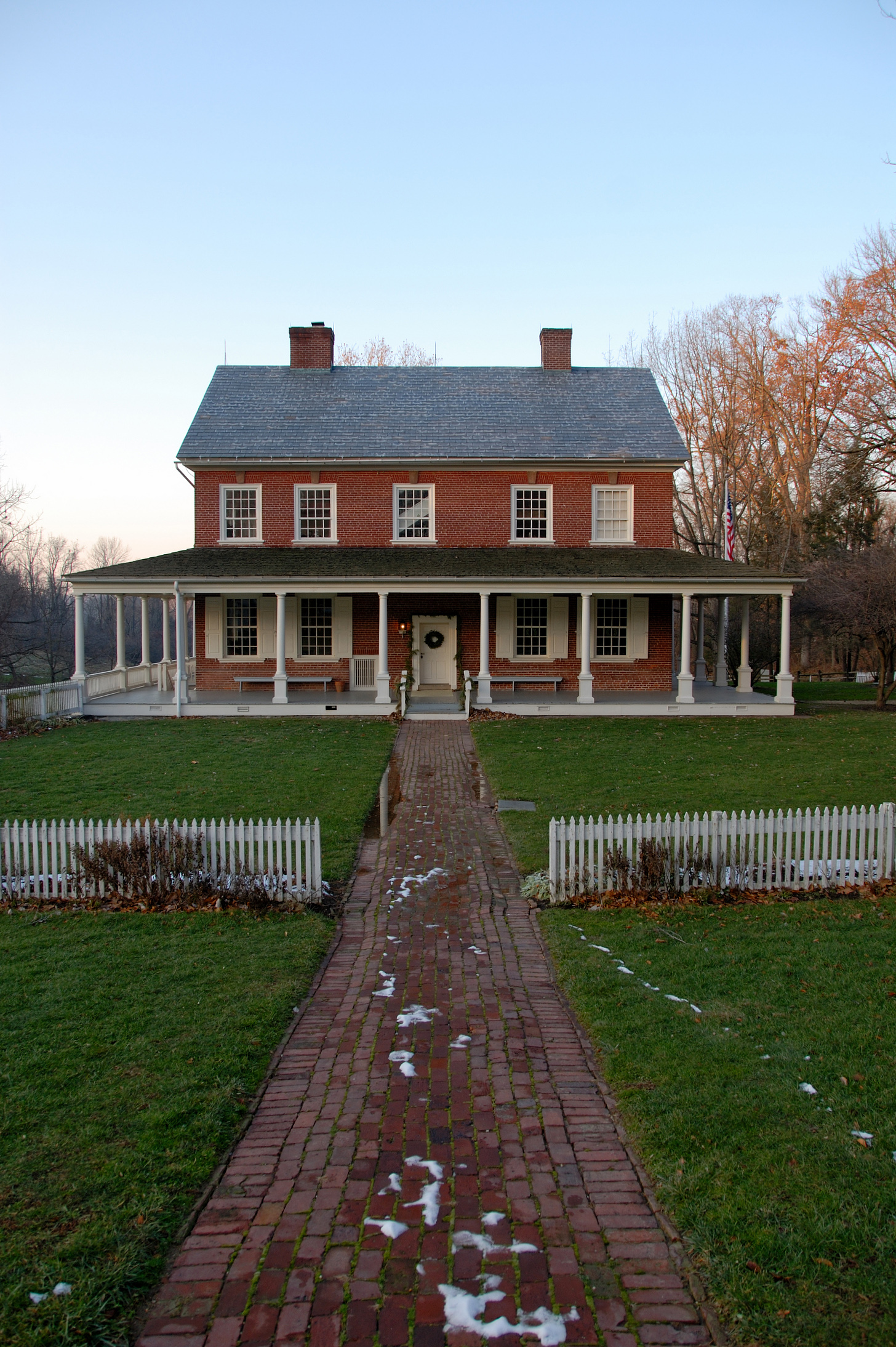

- Blossom Hill
- Cabbage Hill/The Hill
- Conestoga Township
- Downtown/Center City
- Downtown Investment District
- East End
- Gallery Row/Arts District[7]
- Grandview Heights
- Manor Township
- North Side
- Northeast Side
- Northwest Corridor
- Penn Square
- Sixth Ward
- South Side
- Southeast Side
- Southwest Side
- Uptown
- West End
- Woodward Hill

## Personalități născute aici
- Beth Behrs (n. 1985), actriță;
- Adam Cole (n. 1989), wrestler.